# Грегуар, Анри (византинист)
Анри́ Грегуа́р (фр. Henri Grégoire; 21 марта 1881[…], Юи, Валлония — 28 сентября 1964[…], Брюссель) — бельгийский франкоязычный филолог и византинист.

## Биография
Родился 21 марта 1881 года в Юи (провинция Льеж), окончил Брюссельский университет. С 1906 по 1909 год являлся иностранным членом Французской школы в Афинах (кроме того, в 1925—1927 годах возглавлял филологический факультет в Каире, пользуясь покровительством короля Фуада I). С 1929 года преподавал на филологическом факультете Института восточной и славянской филологии и истории при Брюссельском университете, а в 1932 году стал вице-президентом института. С 1938 года в качестве приглашённого профессора преподавал в США и Канаде, в период Второй мировой войны жил с 1941 по 1946 год в Нью-Йорке (основал там Свободную высшую школу), затем вернулся в Бельгию, где руководил Византийским и новогреческим фондом и филологическим отделением Бельгийской королевской академии.
С 1900 по 1964 год подготовил более шестисот научных статей. Его самая обширная и известная работа — монография на современном греческом языке «Дигенис Акрит и византийский эпос». Многие из его произведений связаны, в частности, с императором Константином, цирковыми фракциями в Византии, Аморейской династией, историей византийских и паравизантийских ересей (особенно монофизитов и павликиан). Его также интересовали соседние с Византийской империей народы (славяне, болгары, хазары, армяне).
Основатель и редактор политического журнала Flambeau (1918—1940; 1940—1947), а также научных журналов в области медиевистики и византинистики Byzantion (I—XIV, Брюссель 1924—1939; XV—XVII, Нью-Йорк 1940—1948), L’Antiquité Classique (I—XIII, 1932—1944), Annuaire de l’Institut de philologie et d’histoire orientales et slaves (I—VIII, 1932—1948), Renaissance (I—IV, 1943—1946), Byzantina-Metabyzantina (I, 1946), The Armenian Quarterly (I, 1946). Основал в Брюсселе издание серии по византинистике Corpus Bruxellense Historiae Byzantinae, участвовал в издании переводов классических трудов Еврипида (Париж, 1923—1924). Полиглот, он переводил на французский язык произведения с английского, немецкого и русского языков.
В 1931 году избран в Королевскую академию наук и искусств Бельгии, в 1951 году стал иностранным членом Французской академии надписей и изящной словесности. Скончался 28 сентября 1964 года.